# Креженчуков, Анатолий Николаевич
Анатолий Николаевич Креженчуков (род. 4 марта 1950, Алма-Ата) — советский и казахский актер кино и театра. Заслуженный деятель Республики Казахстан (2004).

## Биография
Родился 4 марта 1950 года в Алма-Ате.
Окончил театральный факультет Института искусств им. Курмангазы, актер театра и кино.
С 1973 — актер Государственного академического русского драматического театра им. М. Ю. Лермонтова

## Основные роли на сцене
данные на 2019 год:
- М. Поли — Жижи (Страсти на Лазурном Берегу) — Месьё Риджи;
- А. Грибоедов — Горе от ума — Павел Афанасьевич Фамусов;
- А. Чехов — Чайка — Илья Афанасьевич Шамраев;
- Н. Гоголь — Ревизор — Городничий;
- К. Манье — Cherchez la femme / Ищите женщину — Клебер Карлье

Архив: «Мужской род, единственное число» (Френк Хардер), «Танго» (Эдек), «Эзоп» (Агностос), «Как важно быть серьезным» (Чезюбл), «Сети дьявола» (Раскольников), «На дне» (Сатин), «Нахлебник» (Карпачов), «Человек, который платит» (Александр Амилькар), «Король Лир» (Граф Кент), «Вишневый сад» (Симеонов-Пищик).

## Роли в кино
- Снимался в фильмах: «Возвращение сына», «Погоня в степи», «Граница», «Земля людей», «Ликвидатор», «Махамбет», в телесериале «Перекресток» (доктор Платонов) — киностудия «Казахфильм» и др.

## Награды
- 2004 — Присвоено почетное звание «Заслуженный деятель Республики Казахстан» (за заслуги в области казахского театрального и киноискусства)[1]